# Antonio Sapienza starší
Antonio Sapienza starší (rusky Антон nebo také Антоний Антонович Сапиенца / Anton (Antonij) Antonovič Sapienca, 1755, Neapol – 1829, Petrohrad) byl italský hudební skladatel působící v Rusku.

## Život a činnost
Působil jako dvorní kapelník Petrohradské imperátorské kapely a autor pravoslavné duchovní hudby, otec Antonia Sapienzy mladšího.
V roce 1783 byla v Petrohradu uvedena jeho opera „Ми-фа-соль“ (Mi-fa-sol). Přibližně v téže době se stal učitelem zpěvu v Imperátorské divadelní škole, ale roku 1785 byla jeho smlouva zrušena kvůli „neodbornosti“. Později však opět zastával post ve vedení školy.
18. června 1794 se v Petrohradu narodil jeho syn Antonio Sapienza mladší († 1855 tamtéž), který byl taktéž hudebník. Antonio mladší získal vzdělání v rodném Petrohradu a poté od roku 1822 v Neapoli u mistrů Zingarelliho, Tritta a Generaliho. oper „Rodrigo“ (1823), „Audacia fortunata“, „Il Tamerlano“ (1824) ad. Přibližně v roce 1828 (podle Fétise 1831) se vrátil do Petrohradu, kde vyučoval zpěv a zastával pozici dvorního kapelníka. V Petrohradu byla také uvedena jeho ruská opera „Ivan Carevič” („Иван Царевич“, 1830) a „Tamerlan” („Тамерлан“ v ruštině, 1828).
Antonio Sapienza starší zemřel v roce 1829 v Petrohradu a byl pohřben na Volkovském hřbitově